# Catocala chelidonia
Catocala chelidonia là một loài bướm đêm thuộc họ Erebidae. Nó được tìm thấy ở Arizona và Utah tới California.

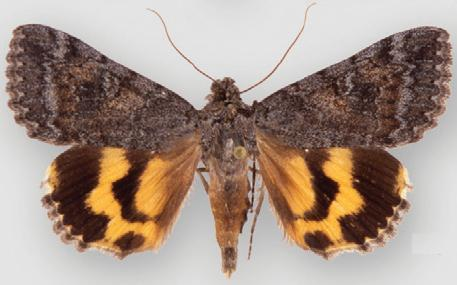
Catocala chelidonia occidentalis

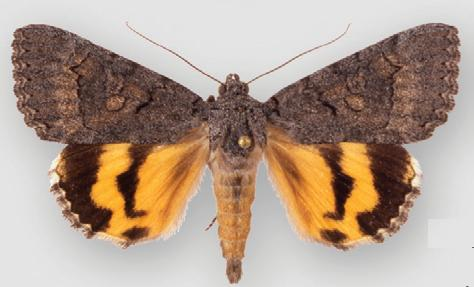
Catocala chelidonia uniforma

Sải cánh dài 45–50 mm. Con trưởng thành bay từ tháng 6 đến tháng 9 tùy theo địa điểm. Có thể có một lứa một năm.
Ấu trùng ăn các loài Quercus.

## Phụ loài
- Catocala chelidonia chelidonia Grote, 1881 (từ phía nam Nevada và nam trung bộ Utah về phía nam và đông qua Arizona đến New Mexico)
- Catocala chelidonia occidentalis Hawks, 2010 (dọc theo rìa sa mạc phía tây và nam California và về phía bắc đến ít nhất hạt Trinity)
- Catocala chelidonia uniforma Hawks, 2010 (các vùng núi đông nam Arizona và tây nam New Mexico)

## Hình ảnh

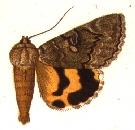